# Kurikka
Kurikka là một thành phố ở tỉnh Tây Phần Lan trong vùng Nam Ostrobothnia. Đô thị này có dân số 10.517 người (2008) và diện tích 465,06 km² trong đó có 3,41 km² là diện tích mặt nước. Mật độ dân số là 22,78 người trên mỗi km². Dân đô thị này chỉ sử dụng tiếng Phần Lan
Kurikka là một trung tâm thương mại và nông nghiệp.